# Waterflow

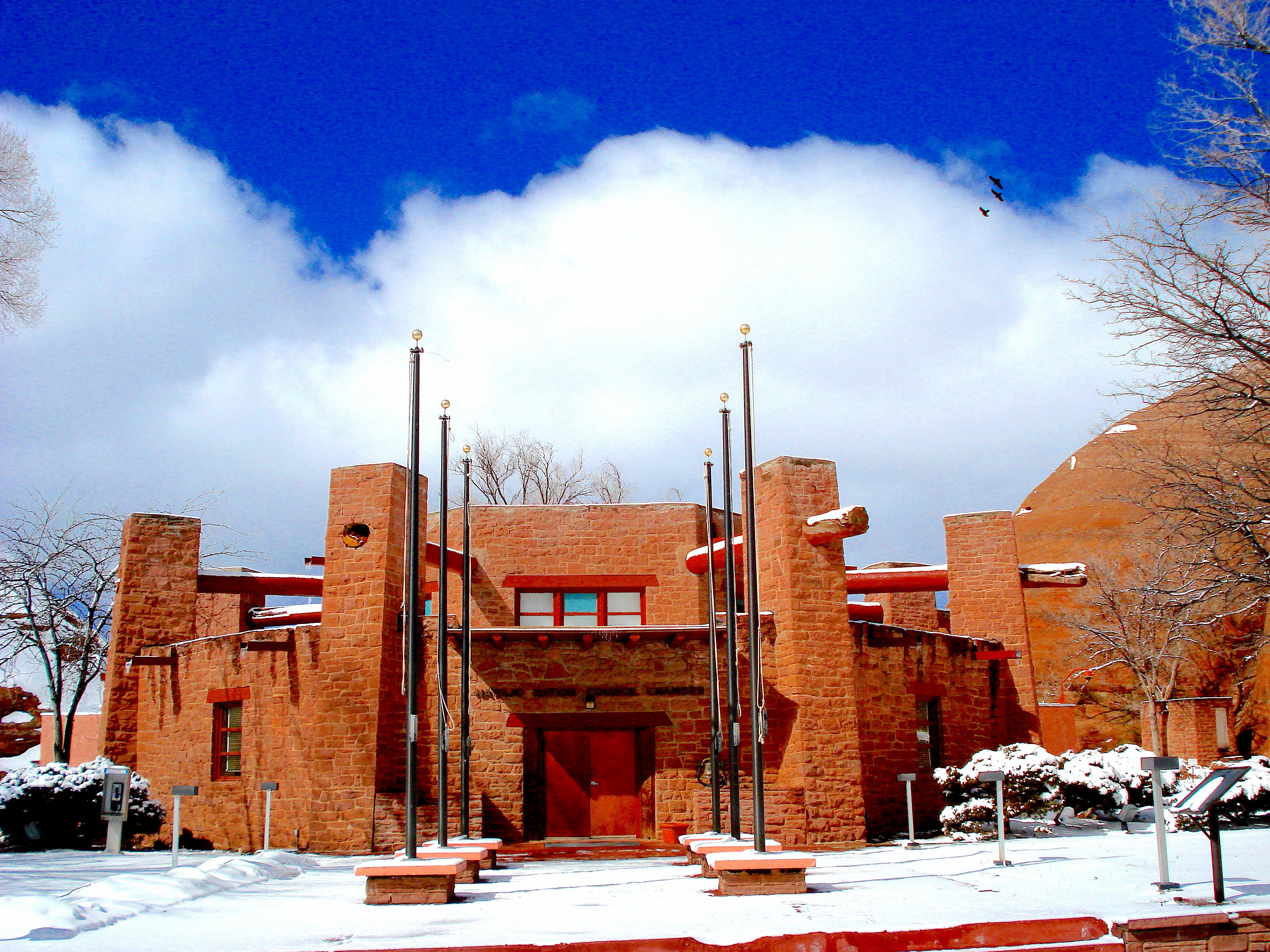
Chambre du Conseil de la Nation Navajo (en)

Waterflow est un territoire situé dans le Nord de la nation Navajo. 
Administrativement, c'est un territoire non constitué en municipalité et un Census-designated place, dans le comté de San Juan, dans l'état du Nouveau-Mexique, aux États-Unis.
Il se trouve immédiatement à l'Ouest de Fruitland (un autre territoire non constitué en municipalité) et à l'Est de Shiprock (également un territoire non constitué en municipalité) ; du côté nord de la rivière San Juan. 

## Géographie
Waterflow est situé à 36° 45′ 40″ N, 108° 29′ 37″ O
. 
Waterflow est une haute vallée désertique dont le point culminant est un crêt appelé Hogback. 
La rivière San Juan et l'arroyo Shumway constituent d'importantes ressources en eau dans la région. 

## Toponymie

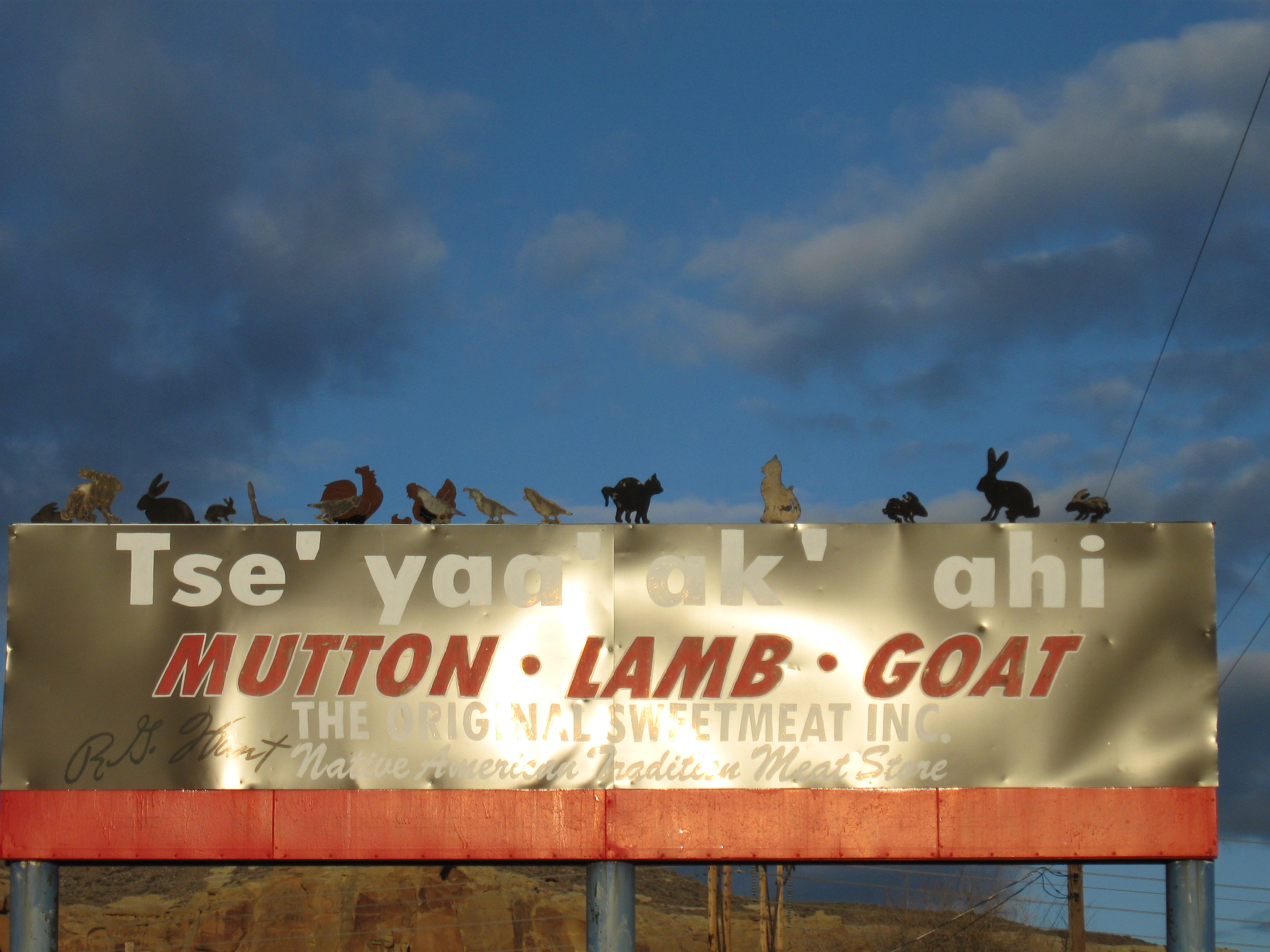
Publicité de la société Original Sweetmeat Inc. sur lequel on peut lire le nom moderne et en Navajo de la région.

La zone maintenant connue sous le nom de Waterflow est un territoire Navajo traditionnel. Cet endroit s'appelait Chʼdii Łichíí (diable rouge) en référence à Walter Stallings, qui exploitait un comptoir commercial dans la région. De nos jours, Tséyaa Akʼahí (huile sous-rocher ou pétrole souterrain) semble être une autre désignation, en référence aux champs de pétrole voisins. 

## Histoire

### Arrivée des Européens et introduction de la religion chrétienne
Les premiers colons anglo-saxons de cette région ont nommé l'endroit Jewett Valley et ont établi le cimetière Jewett Valley dès 1886. Bien que certains rapports indiquent que ces pionniers étaient principalement catholiques, l’une des premières familles à être enterrée dans ce cimetière, les Hunts, est depuis longtemps LDS. 
Le catholicisme à Waterflow, date du 22 février 1912, année de la première messe célébrée dans des quartiers de fortune. Trois jeunes hommes, Joseph et Lorenzo Stallings du Kentucky et David Watson de Géorgie, catholiques, faisaient partie des pionniers de la région. Ils ont appelé les pères franciscains à Farmington pour les aider à établir une église à Waterflow, qu'ils ont baptisée « Kentucky Mesa ». L'église du Sacré-Cœur a été dédiée le 16 mai 1917. 
La ville a été nommée Jewett dans l'atlas de PF Collier dès 1923. L’église catholique locale est restée une mission de Farmington mais a commencé à avoir un pasteur résident à partir de 1945. 
Depuis 1982, les saints des derniers jours ont desservi leurs habitants dans cette région par le biais du Kirtland Stake, qui s'étend de l'ouest de Kirtland à Shiprock, au Nouveau-Mexique et au-delà.

## Population et démographie
En 2000, Waterflow a signalé une population totale de 1 606 personnes. 798 étaient des hommes et 808 étaient des femmes. 295 se sont identifiés comme Blancs, 1 s'est identifié comme Noir, 1 s'est identifié comme Asiatique, 59 étaient hispaniques et 1 251 étaient Navajo. 
620 parlent une langue autre que l'anglais à la maison.  
Avec 551 unités de logement et une superficie de 219,58 milles carrés, Waterflow compte environ 7,31 personnes au kilomètre carré.

## Économie

### Industrie

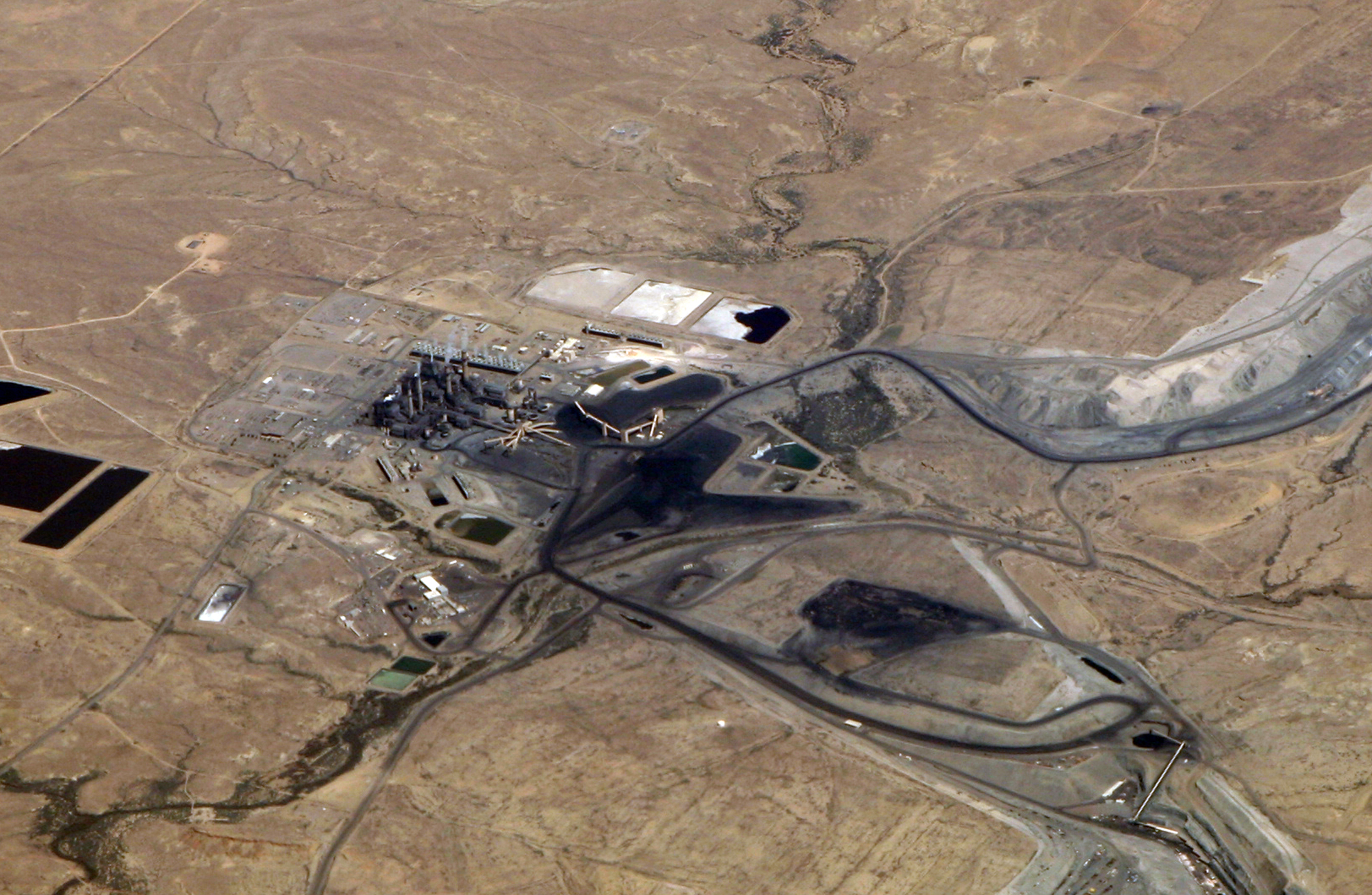
Vue aérienne de la mine de charbon de Waterflow, Nouveau-Mexique (USA)

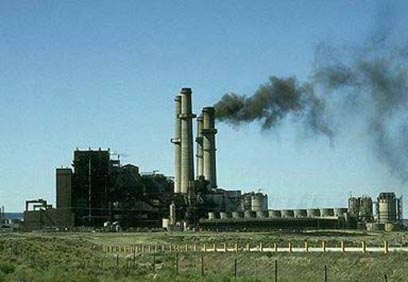
Centrale à charbon PNM, de San Juan, Nouveau-Mexique (USA)

Waterflow se situe entre deux centrales au charbon et au sud-ouest d'une grande mine de charbon,. La région compte également de nombreux puits de pétrole. 
Bien que pratique pour l’industrie et l'emploi, cette proximité a causé plusieurs problèmes environnementaux importants,,. 
En effet, en se basant sur les jours d'alerte à l'ozone et le nombre de polluants dans l'air, la qualité de l’air dans Waterflow est de 1 sur une échelle allant de 0 à 100 ! 
Les eaux souterraines situées près de la mine de charbon de San Juan à Waterflow sont extrêmement polluées, selon le Sierra Club et la Division des mines et des minéraux du Nouveau-Mexique. 
Le Sierra Club allègue que la San Juan Coal Company a rejeté de manière inappropriée plus de 40 millions de tonnes de cendres et de boues de charbon dans des fosses non revêtues, ce qui a contaminé les cours d'eau et les puits situés à proximité de la mine. 
Le Sierra Club affirme que les déchets et l’eau contaminée constituent un danger pour le bétail, la faune et les familles de la région. Début décembre 2007, le Sierra Club a annoncé son intention de poursuivre les propriétaires de la San Juan Coal Company. 
La société nie toute responsabilité pour la contamination.

### Entreprises importantes de la région
- BHP Billiton
- Centrale de production de Four Corners
- Centrale de production PNM de San Juan
- San Juan Coal CO Inc
- Bob French Navajo Rugs
- Circle W Pawn
- High Country Transportation CO
- Centre commercial Hogback
- Hogback Trading Co
- Care Valley Hair Care
- Valley Trading Post
- Wheeler Farms
- Original Sweetmeat Inc., fondée en 1974[16]
- Thriftway Marketing Corporation NO 270
- Bureau de poste des États-Unis, code postal 87421[17]

## Éducation
Les Écoles Centrales Consolidées desservent Waterflow ainsi que d'autres communautés de l'ouest du comté de San Juan. 